# Pomnik Ofiar Zbrodni Pomorskiej 1939 w Toruniu
Pomnik Ofiar Zbrodni Pomorskiej 1939 w Toruniu – pomnik upamiętniający ofiary zbrodni pomorskiej 1939, znajdujący się w Parku Pamięci Ofiar Zbrodni Pomorskiej, przy ul. Uniwersyteckiej.
Autorem pomnika jest Zbigniew Mikielewicz. Pomysł na utworzenie pomnika powstał w 2008 roku. Pierwotnie planowano odsłonić pomnik w Gdańsku. W 2017 roku, z inicjatywy Marszałka Województwa Kujawsko-Pomorskiego Piotra Całbeckiego, rozpoczęto prace nad nową lokalizacją. Pomnik miał być odsłonięty w Toruniu, w przedwojennej stolicy województwa pomorskiego. Pomnik miał być zlokalizowany w powstającym Parku Pamięci Ofiar Zbrodni Pomorskiej.
Pomnik odsłonięto 6 października 2018 roku, w okolicy urodzin dr. Józefa Władysława Bednarza, psychiatry, dyrektora Zakładu Psychiatrycznego w Świeciu, który zginął w październiku 1939 roku wraz ze swoimi pacjentami.
Kształt pomnika symbolizuje rozstrzelany przez pocisk opuszczony dom. Na nim wyryto nazwy ok. 400 miejscowości, w których mordowano obywateli II Rzeczypospolitej. Wewnątrz pomnika znajduje się urna, w której umieszczono ziemie z miejsc mordów. Ziemie zbierali harcerze z Związku Harcerstwa Polskiego i Związku Harcerstwa Rzeczypospolitej z województw pomorskiego i kujawsko-pomorskiego. Kamienne bloki sprowadzono z Brazylii i Indii. Obok pomnika umieszczono tablicę z informacją historyczną i fragmentem wiersza Pan Cogito o potrzebie ścisłości Zbigniewa Herberta.